# Maria Tipo
Maria Tipo (Nápoles, 23 de diciembre de 1931- Florencia 10 de febrero de 2025)fue una pianista clásica italiana de relevancia internacional.

## Biografía
Inició sus estudios pianísticos con su madre, Ersilia Cavallo, que fuera pupila de Ferruccio Busoni. Se perfeccionó con Alfredo Casella y Guido Agosti. A los diecisiete años ganó el concurso internacional de Ginebra, que inició su carrera internacional.
En 1955 debutó en Estados Unidos en el Town Hall de Nueva York y durante los próximos tres años tocó más de trescientos conciertos en giras americanas mereciendo el mote de "La Vladimir Horowitz napolitana". Sus grabaciones de Domenico Scarlatti, Johann Sebastian Bach y Muzio Clementi son referenciales.
Admirada por colegas como Martha Argerich es una célebre profesora en sus clases magistrales en el Festival de Gubbio y la Scuola di Musica di Fiesole, y los conservatorios de Ginebra, Bolzano y Florencia. Entre sus discípulos están Andrea Lucchesini, Pietro De Maria, Giovanni Nesi, Fabio Bidini, Domenico Picciché, Djordje Milojkovic, Eulàlia Solé i Olivart y el argentino Nelson Goerner.

## Reconocimientos
Recibió el Premio Fiorino d'oro y fue miembro honorario de la Academia Nacional de Santa Cecilia.

## Fallecimiento
Falleció en su hogar en Florencia a los 93 años de edad 